# Galería del terror
Galería del terror es una película cómica argentina, cuyos protagonistas principales son el dúo cómico de Alberto Olmedo y Jorge Porcel, estrenada el 2 de septiembre de 1987.

## Sinopsis
Jorge (Jorge Porcel) y Alberto (Alberto Olmedo) no tienen ocupación fija y deciden probar fortuna como encargados de una galería próxima a inaugurarse. El dueño, el Profesor Van Strudel (Juan Carlos Galván), cree encontrar en estos dos ingenuos a las personas necesarias para llevar a cabo sus diabólicos planes. Asistido por la inocente complicidad de un grupo de personas que trabajan para él bajo hipnosis, planea inaugurar una galería del terror donde los espectadores entrarán y serán hipnotizados para luego cambiar los billetes de 100 australes por billetes falsos. Pero para esto necesita a los encargados que se ocupen de inaugurar la galería. Sin embargo, Jorge y Alberto logran librarse del control que ejerce sobre ellos.

## Reparto
| Actor                   | Personaje                             |
| ----------------------- | ------------------------------------- |
| Alberto Olmedo          | Alberto                               |
| Jorge Porcel            | Jorge                                 |
| Susana Romero           | Beba                                  |
| Beatriz Salomón         | María                                 |
| Juan Carlos Galván      | profesor Conrad Von Strudent          |
| Adolfo García Grau      | cliente del salón de belleza          |
| Mario Sánchez           | Julio Sambucetti                      |
| Nito Artaza             | Miguel Ríos                           |
| Elizabeth Killian       | dueña del salón de belleza            |
| Edgardo Mesa            | presentador de show                   |
| Héctor Armendáriz       | Oficial de policía                    |
| Zulma Grey              |                                       |
| Juan Agüero             |                                       |
| Carlos Mena             | empleado del banco                    |
| Carlos Vanoni           | mozo                                  |
| Menchu Quesada          |                                       |
| Mario Ernesto Olivietti |                                       |
| Natán Solans            |                                       |
| Norberto Golfieri       |                                       |
| Miguel Habud            |                                       |
| Silvana Di Lorenzo      | cantante                              |
| Alfonso Pícaro          | mozo                                  |
| Luis Corradi            | gerente del banco                     |
| Isabel Salomón          | Lisette, clienta del salón de belleza |
| Emilio Vidal            | mozo gallego                          |